# Seßmarbach
Der Seßmarbach, im Oberlauf Thalbecke und Becke genannt, ist ein 9,0 km langer, orografisch rechter Nebenfluss der Agger im Oberbergischen Kreis, Nordrhein-Westfalen (Deutschland).

## Geographie
Der Seßmarbach entspringt als Thalbecke etwa 1 km südöstlich von Dannenberg am Nordhang des Unnenbergs (505,6 m) auf 379 m ü. NN. Von hier aus fließt er vorrangig nach Süden. Südlich von Engelnberg im Westen und Langer Berg im Osten durchfließt der Bach unterirdisch ein Grauwackegebiet. Vor Becke taucht er als Becke wieder auf und fließt östlich an Gummersbach vorbei. Anschließend setzt er als Seßmarbach seinen Weg nach Süden fort und mündet bei Niederseßmar auf 182 m ü. NN in die Agger. Auf seinem Weg überwindet der Bach 197 m Höhenunterschied, was einem mittleren Sohlgefälle von 21,9 ‰ entspricht.

### Nebenflüsse
Im Folgenden werden die Nebenflüsse des Seßmarbachs genannt. Angegeben wird die orografische Lage, der Ort der Mündung und die Mündungshöhe. 
- Lambach (rechts) vor dem Regensberg auf 315 m ü. NN
- Sieper Bach (rechts) vor Becke auf 273 m ü. NN (unterirdisch)